# Ascodipteron brachythecum
Ascodipteron brachythecum är en tvåvingeart som beskrevs av Oskar Theodor 1968. Ascodipteron brachythecum ingår i släktet Ascodipteron och familjen lusflugor. Inga underarter finns listade i Catalogue of Life.